# Sory Kaba
Sory Kaba (nascut el 28 de juliol de 1995) és un futbolista professional guineà que juga com a davanter a la UD Las Palmas, i a la selecció de Guinea.

## Carrera de club
Nascut a Conakry, Kaba es va traslladar a Espanya de petit i es va incorporar a l'equip juvenil de l'Alcobendas CF el setembre de 2012. Va fer el seu debut com a sènior durant la temporada 2013-14, ajudant en el seu ascens a Tercera Divisió.
El 29 de gener de 2016, Kaba va incorporar-se a l'Elx CF, sent adscrit a l'filial també a la quarta categoria. El 13 de maig de l'any següent va debutar amb el primer equip, entrant com a substitut a la segona part d'Álex Fernández en una derrota a casa per 1-0 contra el CD Mirandés, a Segona Divisió.
Kaba va marcar el seu primer gol com a professional el 28 de maig de 2017, aconseguint l'empat en un empat 1-1 a casa contra el CF Reus Deportiu. El 29 de juliol, després de patir el descens, va ampliar el seu contracte per tres anys i va ser promocionat definitivament al primer equip.
El 31 de gener de 2019, l'últim dia del període de transferència d'hivern 2018-19, Kaba va signar amb el Dijon FCO de la Ligue 1 després d'haver-hi acordat un contracte per quatre anys i mig. El club va pagar una quota de traspàs de 4 milions d'euros a l'Elx activant una clàusula de rescissió.
El 5 de juliol de 2019, el club de la Superliga danesa FC Midtjylland va anunciar que havia signat Kaba amb un contracte de cinc anys. El 31 d'agost de 2021, Kaba es va traslladar al club belga de la Primera Divisió A, OH Leuven, cedit per a la temporada 2021-22. L'OH Leuven va aconseguir una opció per fitxar-lo permanentment. L'1 de juny es va confirmar que Kaba tornava al Midtjylland, ja que el club belga havia decidit no exercir l'opció de compra del davanter.
El 31 de gener de 2023, l'últim dia de la finestra de transferència d'hivern, Kaba va fitxar pel club de la Championship EFL Cardiff City cedit fins al final de la temporada.
El 17 d'agost de 2023, Kaba es va incorporar oficialment al club de la Lliga UD Las Palmas per una quota de més de 2 milions d'euros, signant un contracte de quatre anys amb el club. El 30 d'agost de l'any següent, va retornar a l'Elx CF, cedit per un any.

## Carrera internacional
Kaba va ser convocat per primera vegada per a la selecció de Guinea el 25 de setembre de 2017, per a les eliminatòries de la Copa del Món de la FIFA 2018 contra Tunísia. Va fer el seu debut internacional complet el 7 d'octubre, substituint Demba Camara en una derrota per 4-1.
El gener de 2022, va ser seleccionat per la selecció de Kaba Diawara per participar en la Copa d'Àfrica de Nacions 2021 al Camerun.

## Palmarès
FC Midtjylland
- Superlliga danesa:2019-20[16]